# Téthieu
Téthieu (bis 1995: Thétieu, okzitanisch: Tetiu) ist eine französische Gemeinde mit 763 Einwohnern (Stand: 1. Januar 2022) im Département Landes in der Region Nouvelle-Aquitaine (vor 2016: Aquitanien). Téthieu gehört zum Arrondissement Dax und zum Kanton Dax-1.

## Geografie
Téthieu liegt etwa acht Kilometer nordöstlich von Dax am Fluss Adour, der die Gemeinde im Süden und Westen begrenzt. Umgeben wird Téthieu von den Nachbargemeinden Pontonx-sur-l’Adour im Norden, Préchacq-les-Bains im Osten, Goos im Osten und Südosten, Hinx im Süden, Candresse im Südwesten sowie Saint-Vincent-de-Paul im Westen.

## Bevölkerungsentwicklung
| 1962                       | 1968 | 1975 | 1982 | 1990 | 1999 | 2006 | 2018 |
| -------------------------- | ---- | ---- | ---- | ---- | ---- | ---- | ---- |
| 486                        | 488  | 466  | 486  | 485  | 493  | 617  | 765  |
| Quellen: Cassini und INSEE |      |      |      |      |      |      |      |

## Sehenswürdigkeiten

Kirche Saint-Laurent

- Kirche Saint-Laurent